# Немања Бркић
Никодим Немања Бркић (Мартинци, 3. децембар 1912. – Београд, 17. новембар 1969.) био је српски свештеник, сликар, конзерватор и педагог.

## Биографија
Немања Бркић је основно и средње школовање отпочео и завршио у Руми. У тамошњој Државној реалној гимназији је матурирао јуна 1932, потом уписао Богословски факултет у Београду, да би диплому теолога стекао 1936. Тада добија монашко име Никодим. Добио је стипендију да похађа Уметничку школу – одељење за наставнике цртања и писања. Према сачуваној дипломи Краљевске уметничке школе у Београду, чланови комисије су му били Љуба Ивановић, Иван Радовић, М. Јевтић и М. Вукелић.
Никодим Бркић је боравио у Минхену, на специјализацији на Технолошком факултету. Почетак рата примораће га да пре времена оконча ликовно усавршавање и врати се у домовину.
Пошто је у манастиру Врднику (сремској Раваници) примио монашки чин, отац Никодим одлази у Призренску богословију, где предаје младим богословима. Потом одлази у Шабац, где ради као секретар епископа у Епархијском двору. Потом прелази у Београд, где пуне три године (1944 – 1947), као свештеник ради у цркви Ружици на Калемегдану.
1947. Бркић је примљен за доцента на Ликовној академији у Београду – предмет Сликарска технологија. После пет година унапређен је у звање ванредног професора.

## Сликарско дело

### Живописи:
- Петровац на Млави, Инђија, Лајковац

### Иконостаси:
- У земљи: Бања Лука, Бањани, Лајковац, Манастир Св. Тројице код Пљеваља, Богословија Светог Саве у Београду
- Ван земље: Лакавона (држава Њујорк), Лондон, Сент Луис, Лос Анђелес

### Портрети:
- Свети Никола, Светa Петка, Свети Сава, Епископ Лонгин, Архимандрит Стеван Илкић, Стеван Веселиновић, Патријарх Викентије Проданов, Стеван Ђурђевић, Светозар Душанић, Душан Глумац, Др Филарет Гранић, Оливера Милин, Вера Бркић – Благојевић

## Аутор књиге
- „Технологија сликарства, вајарства и иконографије“ - Уметничка Академија у Београду, Београд, 1968.